# Порохівниця

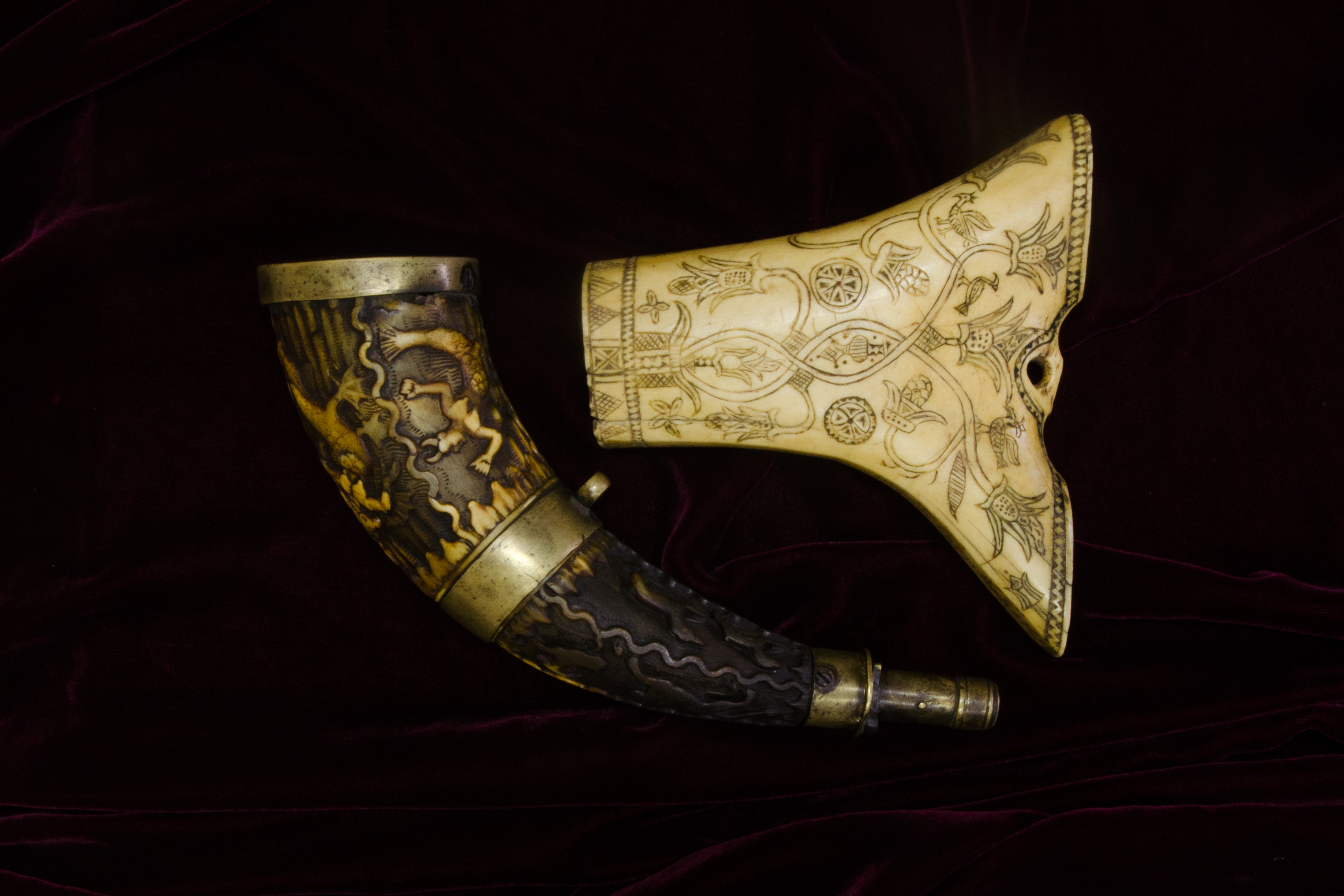
Козацькі порохівниці

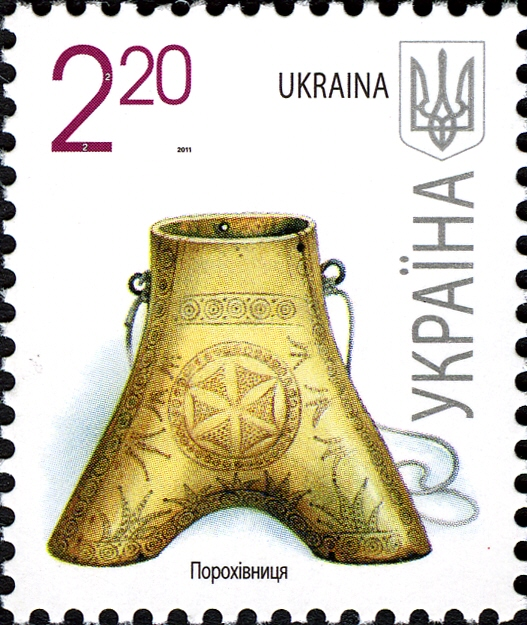
Поштова марка «Порохівниця, 2,20 грн.», Пошта України, 2011 рік

Порохівни́ця, діал. тарапа́ть — ємність для зберігання та носіння невеликої кількості пороху. Порохівниці виготовляли з рога, шкіри, дерева, міді чи срібла. Їх використовували з кінця XV сторіччя до XIX, до появи унітарних патронів.
Відомі порохівниці, виготовлені з рогу, які чіплялися до пояса за часів козаччини. За деякими версіями, назва міста Кривий Ріг походить від знайденої біля річки Інгулець порохівниці загиблого козака[джерело?].

## Козацькі порохівниці
На території України порохівниці почали виготовляти відтоді, як з'явилася вогнепальна зброя, заряд якої набивався з дула. Їхнє виникнення пов'язане з історією появи запорозького козацтва (1471—1583). Про це свідчить зображення козака з мушкетом, списом і рогом за поясом на військовій печатці, наданій козакам польськими королями Сигізмундом І (1507—1548) і Стефаном Баторієм (1576—1585). Яків Собеський (1588—1646), батько польського короля Яна III Собеського, учасник Хотинської війни 1620—1621 років, свідчив, що усі запорозькі козаки володіли рушницями.
Французький інженер Гійом Левассер де Боплан (1600—1673), подорожуючи Україною й потім описуючи життя запорожців, зазначав, що кожний козак, вирушаючи в похід, брав з собою шаблю, дві рушниці та 6 ліврів пороху (близько 3 кг).
Порохівниці і натруски переважно носили підвішеними на поясі, рідше — на плечовому перев'язі.
У військовому побуті використовували два види порохівниць: порохівниці для зберігання грубого пального пороху, яким начиняли набої, та порохівниці-натруски для підсипки дрібного пороху на полицю замка вогнепальної зброї. Процес заряджання був такий:
1. вояк зводив курок на запобіжник; на відкриту полицю замка сипав порох з натруски, закривав полицю;
2. діставав з ладівниці патрон, надривав (скушував) його з боку пороху, висипав порох у ствол, опускав туди пусту паперову оболонку з кулею;
3. виймав шомпол й прибивав ним заряд у стволі (при цьому папір, зім'явшись, ставав пижем);
4. убираючи шомпол у ложе, ставив курок на бойовий звід, прикладався і смикав за спусковий гачок[4].

### Виготовлення
Для виготовлення порохівниць і натрусок використовували ріг, кістку, дерево, шкіру та метали. Для порохівниці обирали стовбур рога з розгалуженнями. Цей матеріал був легким, міцним, водонепроникним. Торці закривали роговими, металевими чи дерев'яними заглушками. В один отвір вставлялася металева трубочка для засипання пороху в рушницю.
На музейних пам'ятках збереглися вигравійовані імена козацьких майстрів: Івана Дружиненка, Микити Зубенка, Івана Корженка.

## Геральдика
Порохівниця є атрибутом сучасного герба Кривого Рогу та Шостки.

Герб Кривого Рогу
Герб Шостки